# Kurt Jarasinski
Kurt Jarasinski (né le 6 novembre 1938 à Elpersbüttel, mort le 27 octobre 2005 à Langerwehe) est un cavalier d'obstacles allemand. Son plus grand succès est une médaille d'or par équipe aux Jeux olympiques d'été de 1964 à Tokyo.

## Biographie
Il vient d'une famille de cinq frères et sœurs. Son père est mort à la guerre, sa mère fait vivre seule sa famille. À un âge précoce, il essaie de travailler après l'école avec les agriculteurs locaux pour compléter le revenu familial. Une de ses tâches est de superviser les chevaux de son employeur. Il remarque son talent pour l'équitation.
Jarasinski se marie et a trois enfants.
En 1960, "Kulle", comme le surnomme ses amis, remporte le Deutsches Spring Derby à Hambourg avec la jument Raffaela.
L'année suivante, il devient préparateur du Holsteiner Zuchtverband et reçoit le soutien de Fritz Thiedemann. Ce dernier lui fournit de nombreux bons chevaux avec lesquels il remporte la King-George V.-Goldcup à Londres et la médaille d'or du saut d'obstacles par équipe aux Jeux olympiques d'été de 1964 à Tokyo avec Torro. Avec ce même cheval, il remporte une seconde fois en 1966 le Deutsches Spring Derby.
Par l'entremise de Thiedemann, il devient entraîneur des cavaliers japonais en 1967 et les prépare pour les Jeux olympiques d'été de 1968 et de 1972. Il monte les chevaux entre et après les compétitions et les présentent lors de tournois. Après le départ de Thiedemann, il ne parvient pas à travailler seul. Il se néglige et devient alcoolique, sa réputation est dégradée. En 1971, le Holsteiner Zuchtverband le licencie.
Il reçoit pourtant l'offre d'étudiants d'Extrême-Orient pour s'occuper d'un centre équestre à Griesstätt et poursuivre ainsi la préparation pour les Jeux Olympiques. Il néglige sa carrière de cavalier pour se consacrer à l'entraînement. Mais les Japonais se séparent de lui après une performance désastreuse lors des Jeux olympiques d'été de 1972. Au plus bas, sans moyens de subsistance, il retourne dans le nord de l'Allemagne.
Des amis tels que Sönke Sönksen et Alwin Schockemöhle le soutiennent en épongeant une partie de ses dettes et en essayant de le réinsérer. Mais ces tentatives échouent.
Dans les dix dernières années de sa vie, il travaille comme formateur à Aix-la-Chapelle, Düren et Heinsberg.

## Source, notes et références
- (de) Cet article est partiellement ou en totalité issu de l’article de Wikipédia en allemand intitulé « Kurt Jarasinski » (voir la liste des auteurs).